# Shephall
Shephall är en ort i unparished area Stevenage, i distriktet Stevenage, i grevskapet Hertfordshire i England. Shephall var en civil parish fram till 1974 när blev den en del av Stevenage unparished area. Civil parish hade 432 invånare år 1951. Byn nämndes i Domedagsboken (Domesday Book) år 1086, och kallades då Escepehala/Escepehale.